# Europejska Karta Gleby
Europejska Karta Gleby (ang. Europen soil charter) – dokument przyjęty przez Radę Europy 30 maja 1972 roku zawierający w 12 punktach opis znaczenia gleby. Każdy z punktów jest krótko rozwinięty.
12 punktów dokumentu to: 
1. Gleba stanowi jedną z najcenniejszych wartości dla człowieka. Umożliwia życie na Ziemi roślinom, zwierzętom i człowiekowi.
2. Gleba jest źródłem materii organicznej, która łatwo ulega niszczeniu.
3. Gleby są wykorzystywane dla celów rolniczych, przemysłowych i innych. Polityka planowania regionalnego musi uwzględniać właściwości przyrodnicze gleb oraz aktualne i przyszłe potrzeby społeczności.
4. Rolnicy i leśnicy muszą stosować metody, które chronią wartość gleby.
5. Gleby muszą być chronione przed erozją.
6. Gleby muszą być chronione przed zanieczyszczeniami.
7. Rozwój urbanizacji musi być planowany tak, aby minimalizować niszczenie gleby.
8. Przy budowie sieci infrastruktury musi się chronić gleby już na etapie jej projektowania.
9. Zasoby gleb są nie do zastąpienia.
10. Dla zapewnienia racjonalnego użytkowania i ochrony gleb muszą być prowadzone interdyscyplinarne badania naukowe.
11. Ochronie gleby należy poświęcać wiele uwagi i troski na wszystkich istniejących poziomach edukacji.
12. Władze i organy urzędowe muszą właściwie planować, użytkować i ochraniać zasoby gleb.